# Упала крајника
Упала крајника, тонзилитис или ангина, представља упални процес који захвата крајнике и околне структуре. Може да се јави изоловано или у склопу других запаљењских обољења слузнице носа, усне дупље и ждрела. Врло често се јавља у склопу клиничке слике неких инфективних обољења, па и неких системских болести.
Упала крајника може бити акутна (ако траје до три недеље), субакутна (ако траје између три недеље и три месеца) и хронична.

## Узрок настанка
Узрочник упале могу бити бактерије, вируси и гљивице. Најчешће се као узрочници помињу разни родови стрептокока, стафилокока, пнеумокока, аденовируси, микозе и др.

## Клиничка слика
Клиничка слика је заједничка за све ангине, а постоје само различити степени локалних тегоба као и промене општег стања болесника. Деца бурније реагују, као и одрасли чије су имунобиолошке снаге ослабљене или исцрпљене.
Као локални симптоми јављају се дисфагијске сметње – бол у пределу крајника који је симетрично изражен, болови су нарочито интензивни при гутању, а врло често се шири и према ушима. Такође постоји и споља на врату болна осетљивост те регије или већег подручја врата. Већ другог или трећег дана могу да се опипају увећане, болне лимфне жлезде врата. Некада је присутна појачана саливација (лучење пљувачке), а некада и осећај сувоће уста и непријатан задах. Може да се јави и тризмус (грч вилице) услед чега је узимање хране отежано, а и говор може бити измењен.
Болест већ од почетка прате и општи симптоми: висока телесна температура, дрхтавица, болови у мишићима, малаксалост, главобоље. Болест се развија у периоду од неколико часова до неколико дана.

## Класификација ангина
Постоје разни облици ангина, зависно од узрочника, као и од самог стадијума обољења:
Angina catarrhalis је најчешће вирусног порекла, јавља се самостално или у почетку развоја инфективних болести. У овом случају су крајници увећани и јако црвени.
Код гнојних ангина се на црвеном крајнику виде беличасте тачке загнојених лимфних фоликула. Код стања познатог као angina lacunaris су те тачке смештене у криптама крајника, а њихова околина је упаљена.
Angina confluens је стање код кога су гнојна беличаста поља сливена у веће површине. Angina pseudomembranacea се одликује гнојним накупинама које покривају обе тонзиле и прелазе на околину, непчане лукове и меко непце.
Од улцерозних ангина се издваја angina ulceroza Plaut-Vincenti која је проузрокована бактеријама Spirocheta buccalis и Bacillus fusiformis. Већином се локализује на једном крајнику, а може и на слузници ждрела. На крајнику се види већи или мањи улкус, чија је површина прекривена прљавобеличастим сивкастим слојем.
Међу некротичне ангине се убрајају оне које дају необичне, некротичне промене на површини тонзиле, као код инфективне мононуклеозе и леукоза.

## Дијагноза и лечење
Дијагноза упале крајника се углавном поставља инспекцијом – посматрањем крајника пацијента у ординацији опште медицине.
Лечење се врши антибиотицима и сулфонамидима. Такође се могу преписати аналгетици и антифлогистици за ублађавање болова. Терапија обично траје 5–7 дана.
Код дуготрајних упала или компликација саветује се хируршко уклањање крајника (тонзилектомија). Након захвата долази до краће промуклости која зацељивањем оперативног реза нестаје.